# G-Unit Records
G-Unit Records ist ein US-amerikanisches Hip-Hop-Musiklabel, das 2003 von 50 Cent und seinem Manager Sha Money XL gegründet wurde. Das Label ist eine Tochtergesellschaft von Interscope Records. Nach dem Erfolg seines Debütalbums Get Rich or Die Tryin' gründete 50 Cent das Label um darüber Musik seiner Gruppe G Unit zu veröffentlichen. Deren damalige Mitglieder Lloyd Banks, Tony Yayo und Young Buck unterschrieben auch als Solokünstler Plattenverträge bei dem Label.
Die erste Veröffentlichung war das G-Unit Album Beg for Mercy, welches sich weltweit über sechs Millionen Mal verkaufte und von der RIAA mit Doppel-Platin ausgezeichnet wurde. Bis 2008 wurden neun Alben bei G-Unit Records veröffentlicht (2× G-Unit, 2× Lloyd Banks, 2× Young Buck, 1× The Game, 1× Mobb Deep, 1× Tony Yayo).
Nachdem The Game das Label verließ – er veröffentlichte hier sein Debütalbum The Documentary – wurde Spider Loc neu unter Vertrag genommen. 2005 gab das New Yorker Rap-Duo Mobb Deep bekannt zukünftig bei G-Unit Records zu veröffentlichen. Ihr Vertragsverhältnis wurde 2009 nach einem Album aufgelöst. Mit M. O. P. kam 2005 eine weitere Formation zu dem Plattenlabel hinzu. Wie Mobb Deep verließ auch M.O.P. 2009 G-Unit Records, wegen künstlerischer Differenzen.
Die R'n'B-Sängerin Olivia war von 2003 bis 2007 ebenfalls bei G-Unit unter Vertrag, veröffentlichte aber kein Album. Seitdem hatte G-Unit Records keine weiteren weiblichen Künstler.
2010 versuchte 50 Cent die Ausrichtung seines Labels über musikalische Künstler hinaus zu erweitern, indem er Comedian Young Jack Thriller anstellte und nach weiteren Autoren suchte. Im März 2011 verpflichtete G-Unit Records mit Shawty Lo einen weiteren Rapper.

## Künstler
aktuell
- 50 Cent (Gründer)
- Young Buck (seit 2003)
- Lloyd Banks (seit 2003)
- Tony Yayo (seit 2003)
- Shawty Lo (seit 2011)
- Precious Paris (seit 2011)
- Kidd Kidd (seit 2011)

frühere
- The Game (2004–2005)
- Olivia (2004–2007)
- Mobb Deep (2005–2008)
- M. O. P. (2005–2008)
- Spider Loc (2005–2011)
- Lil Scrappy (2006–2009)
- 40 Glocc (2006–2012)
- O.T. Genasis (2011–2012/2013)